# Joachim Fritsche
Joachim Fritsche (* 28. Oktober 1951 in Delitzsch) ist ein ehemaliger deutscher Fußballspieler. In der höchsten Spielklasse des DDR-Fußballs, der Oberliga, spielte er für den 1. FC Lokomotive Leipzig. Zwischen 1973 und 1977 wurde die Defensivkraft in der DDR-A-Nationalmannschaft eingesetzt.

## Sportliche Laufbahn

### Gemeinschafts- und Clubstationen
Joachim Fritsche begann als Achtjähriger bei der BSG Traktor Delitzsch mit dem Fußballspielen. Noch als Juniorenspieler wurde er 1968 zum 1. FC Lokomotive Leipzig delegiert und nahm eine Lehre zum Dachdecker auf. 1970 wurde er in die 1. Männermannschaft aufgenommen, die gerade als Zweitligist in das Endspiel des DDR-Pokalwettbewerbes gekommen war (2:4 gegen Vorwärts Berlin) und den Aufstieg in die DDR-Oberliga geschafft hatte. Er sollte als Nachfolger des 31-jährigen Außenverteidigers Michael Faber aufgebaut werden. Der 1,78 Meter große Fritsche blieb bis zum Ende der Saison 1981/82 beim 1. FC Lok. In dieser Zeit wurde er in 245 Punktspielen der Oberliga eingesetzt und schoss dabei 24 Tore. Hinzu kommen 20 Spiele in den europäischen Pokalwettbewerben, in denen Fritsche noch einmal 3 Tore erzielte. Viermal stand er im Finale des DDR-Pokalwettbewerbes. 1976 und 1981 gewann er mit seiner Mannschaft den Pokal (3:0  und 4:1 jeweils gegen Vorwärts Frankfurt). 1973 unterlag er mit Lok Leipzig 2:3 gegen den 1. FC Magdeburg, 1977 gegen Dynamo Dresden 2:3.
Nach seinem zweiten Pokalgewinn war Joachim Fritsche 30 Jahre alt geworden und hatte seinen Leistungszenit überschritten. Für den Leipziger Lokalrivalen BSG Chemie Leipzig, zu dem er im Sommer 1982 mit Beinahe-Namensvetter Stephan Fritzsche von Probstheida nach Leutzsch wechselte, war seine Erfahrung jedoch Wert genug, ihn in die Mannschaft zu holen. Mit zehn Einsätzen, fünf in der Liga und fünf in der Aufstiegsrunde trug er dazu bei, dass die Chemiker 1983 wieder in die Oberliga zurückkehren konnten. Der Erfolg war allerdings von überschaubarer Dauer, denn nach zwei Spielzeiten musste die BSG Chemie 1985 erneut zurück in die Zweitklassigkeit. Mit dem Abstieg seiner Mannschaft, den er schon nicht mehr zum Kader gehörend erlebte, beendete Fritsche nach weiteren 31 Einsätzen seine Oberligalaufbahn. Damit kam er auf insgesamt 276 Oberliga sowie- zwei Relegationsspiele und 29 Tore. Seine aktive Laufbahn beschloss er beim Zweitligisten TSG Chemie Markkleeberg ab, bei dem er vom Winter 1984/85 bis April 1989 spielte.

### Auswahleinsätze
Mitte 1969 wurde Joachim Fritsche erstmals in die DDR-Juniorenauswahl berufen und gewann mit seiner Mannschaft im Frühjahr 1970 in Schottland durch Losentscheid nach einem 1:1 nach Verlängerung gegen die Niederlande im Endspiel das UEFA-Juniorenturnier. Insgesamt wirkte er in 19 Partien der Juniorenauswahl mit, mit der der Lok-Verteidiger bei den Jugendwettkämpfen der Freundschaft in Nordkorea im Herbst 1969 nur den 10. Platz belegt hatte.
Zwischen 1970 und 1975 kommen noch 23 Länderspiele – eines davon für die U-21 und 22 für die bis Mitte der 1970er-Jahre parallel antretende U-23 – im Dress der DDR-Nachwuchself hinzu. Beim ersten von drei Vizeuropameistertiteln des DDR-Nachwuchses war Fritsche in der Qualifikation noch beteiligt, aber in den K.O.-Spielen der Finalrunde im Frühjahr 1974 wurde bereits sein Einsatz in der ostdeutschen A-Nationalmannschaft von den Verbandstrainern präferiert.
Am 29. September 1973 wurde Fritsche zum ersten Mal in der A-Auswahl im vorentscheidenden WM-Qualifikationsspiel gegen Rumänien (2:0) auf seiner Stammposition rechter Verteidiger eingesetzt. Da er sich diese Rolle mit dem stärker eingeschätzten Rostocker Gerd Kische teilen musste, kam er bis zu seinem letzten A-Länderspiel am 12. Juli 1977 (0:2 gegen Argentinien) nur zu 14 von 40 möglichen Einsätzen. Elf dieser 14 Partien konnte die Buschner-Elf dabei siegreich gestalten. Fritsche stand auch im Aufgebot des DFV für die Weltmeisterschaft 1974, kam jedoch wegen einer Trainingsverletzung zu keinem Einsatz.
Für die Olympiaauswahl stand der Verteidiger 1975 in einem Qualifikationsspiel für das 1976er Turnier auf dem Feld. Zum Goldmedaillenkader der DDR bei den Spielen in Montreal gehörte der Lok-Fußballer jedoch nicht. Für die B-Nationalmannschaft trug er im Frühjahr 1977 zwei Länderspiele aus.

## Weiterer Werdegang
Der Delitzscher Landrat Michael Czupalla, früherer Präsident des 1.-FC-Lok-Nachfolgers VfB Leipzig, holte Joachim Fritsche 1996 als Trainer zum FSV Grün-Weiß Eilenburg. Dort sollte der ehemalige DDR-Nationalspieler gemeinsam mit dem damals noch auf dem Spielfeld aktiven früheren Leipziger Oberligaspieler Hans-Jörg Leitzke die Mannschaft in die sechstklassige Bezirksliga führen, in der sie dann ab dem Spieljahr 1997/98 als zweite Kraft der Stadt hinter dem Mörtitzer FC Eilenburg (damals in der fünftklassigen Landesliga Sachsen und 2001 Fusionspartner) antrat.